# Amphibienbiotop südlich des Skabiosenplatzes

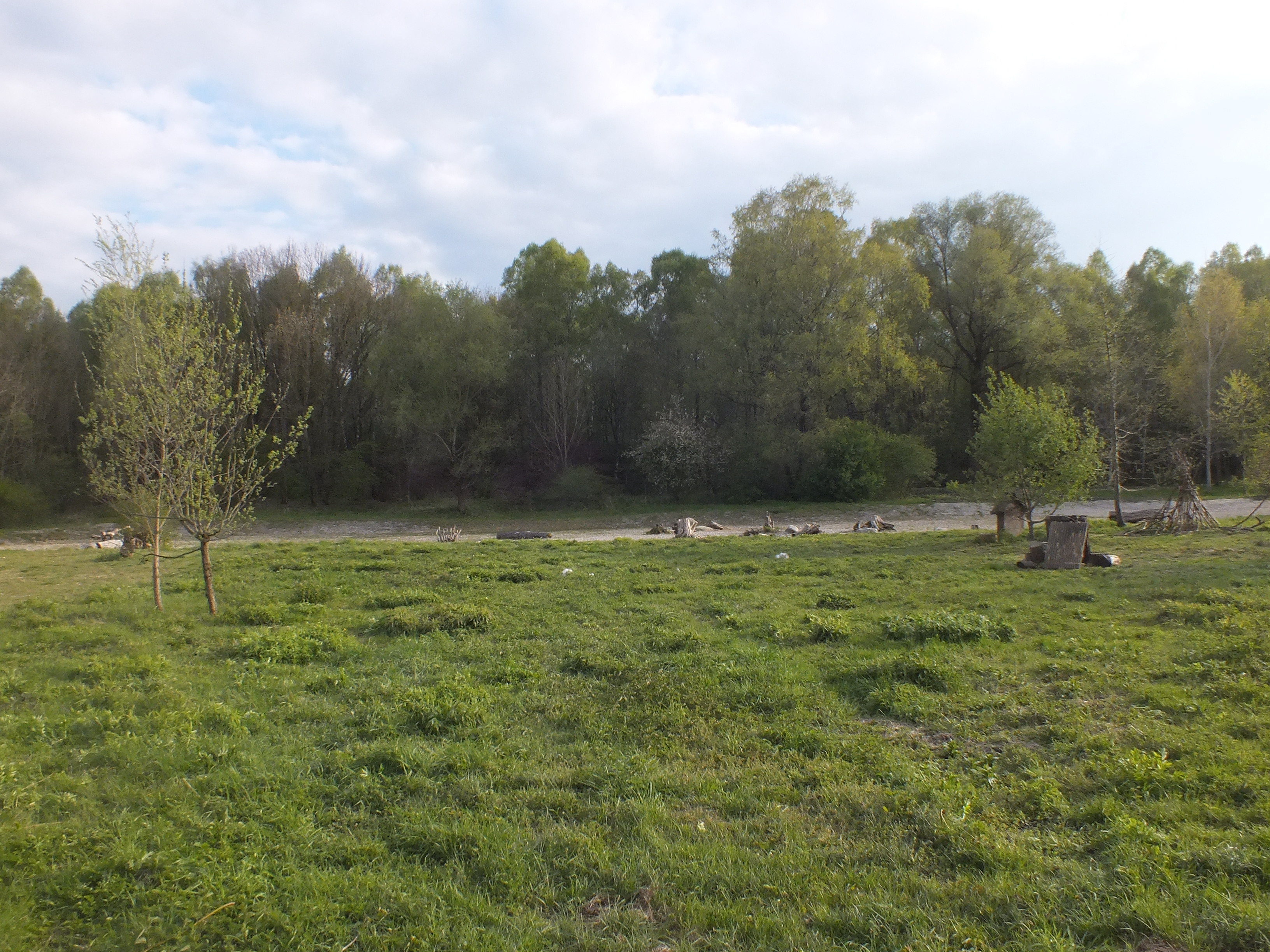

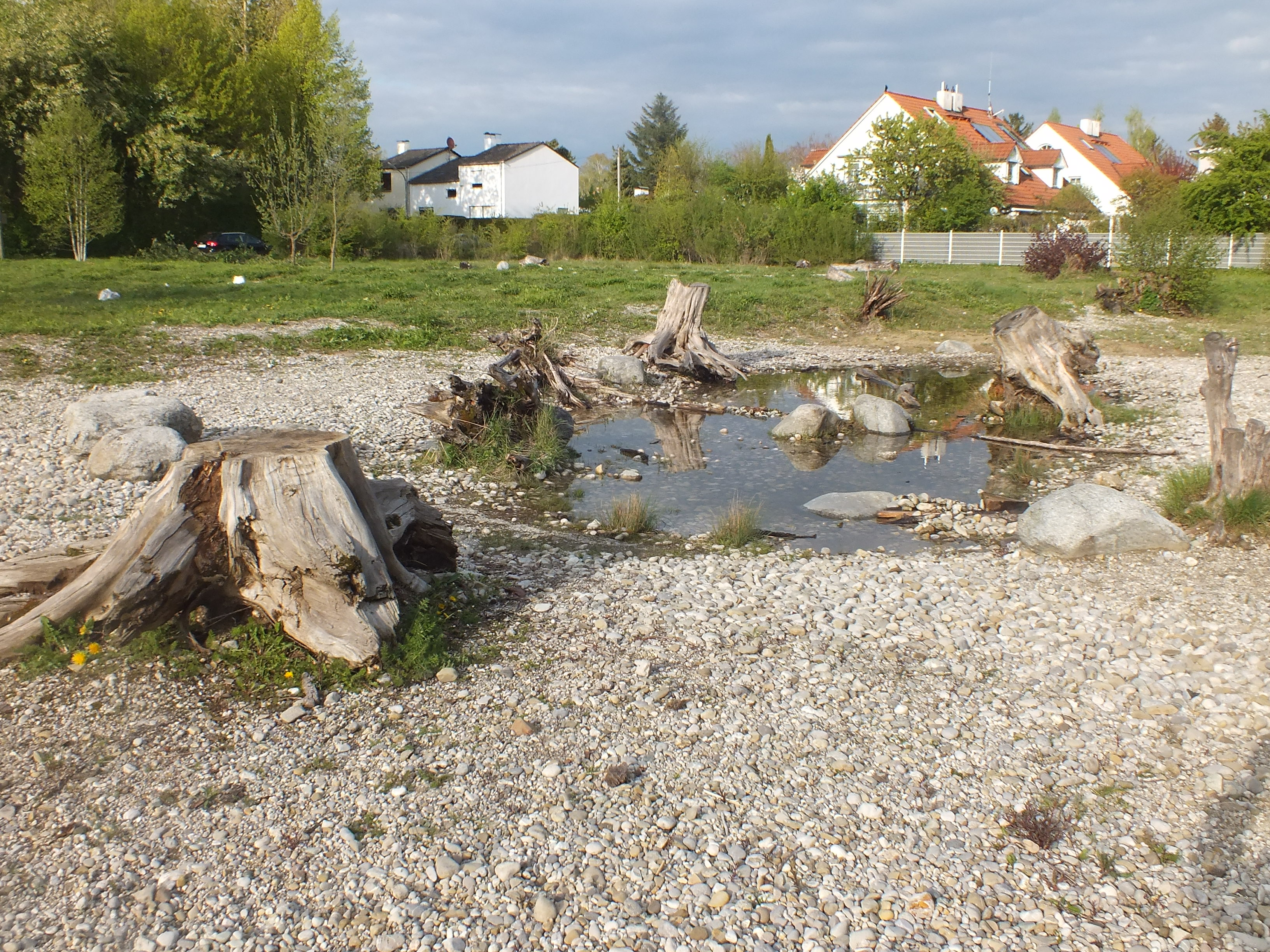

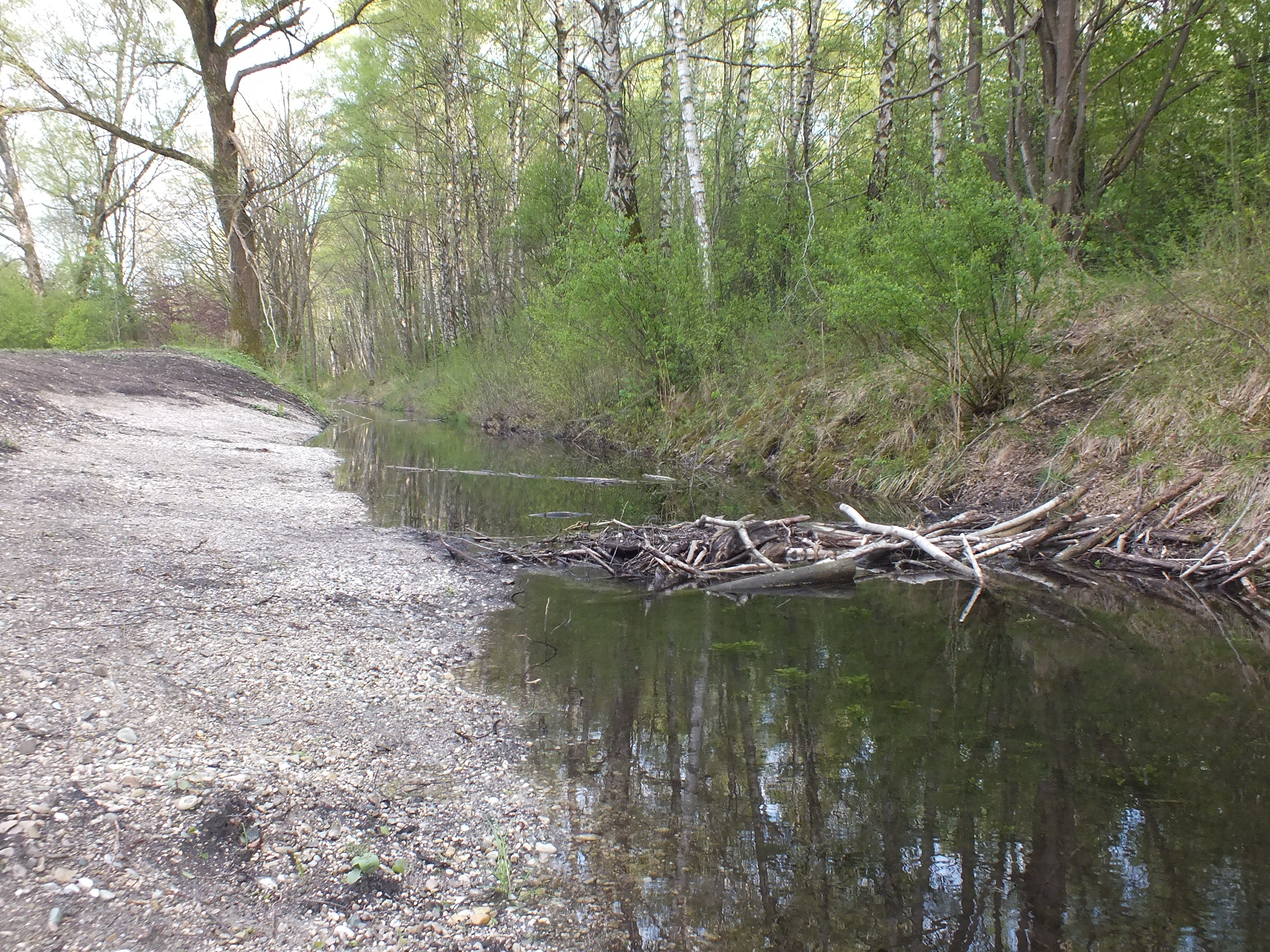

Das Amphibienbiotop südlich des Skabiosenplatzes ist ein ca. 0,4 Hektar großes Biotop in der Fasanerie-Nord im Münchner Stadtbezirk Feldmoching-Hasenbergl. Es gehört zum Münchner Grüngürtel.

## Beschreibung
Es liegt zwischen Füsselgraben und Trollblumenstraße südlich des Skabiosenplatzes, nördlich der Allacher Lohe bzw. des Rangierbahnhofes München Nord. Die Stadt München hat dort ein Biotop mit Tümpeln und Kiesflächen für Amphibien, u. a. für die vom Aussterben bedrohte Wechselkröte, angelegt. Am Biotop liegt der Naturkindergarten Fasanerie. Etwas weiter nordöstlich liegt das Amphibienbiotop Fasanerie.
Siehe auch: Liste Münchner Grünflächen